# Ranunculus longipes
Ranunculus longipes é uma espécie de planta com flor pertencente à família Ranunculaceae. 
A autoridade científica da espécie é Lange ex Cutanda, tendo sido publicada em Fl. Madr. 103.

## Portugal
Trata-se de uma espécie presente no território português, nomeadamente em Portugal Continental.
Em termos de naturalidade é endémica da região atrás referida.

## Protecção
Não se encontra protegida por legislação portuguesa ou da Comunidade Europeia.